# Kanchrapara
Kanchrapara è una suddivisione dell'India, classificata come municipality, di 126.118 abitanti, situata nel distretto dei 24 Pargana Nord, nello stato federato del Bengala Occidentale. In base al numero di abitanti la città rientra nella classe I (da 100.000 persone in su).

## Geografia fisica
La città è situata a 22° 58' 12 N e 88° 25' 55 E e ha un'altitudine di 9 m s.l.m..

## Società

### Evoluzione demografica
Al censimento del 2001 la popolazione di Kanchrapara assommava a 126.118 persone, delle quali 65.197 maschi e 60.921 femmine. I bambini di età inferiore o uguale ai sei anni assommavano a 9.501, dei quali 4.819 maschi e 4.682 femmine. Infine, coloro che erano in grado di saper almeno leggere e scrivere erano 102.709, dei quali 56.152 maschi e 46.557 femmine.